# Candy-O (canción)
«Candy-O» es una canción del grupo estadounidense de rock, The Cars. Epónimo del álbum del mismo nombre de 1979, fue escrita por Ric Ocasek, producida por Roy Thomas Baker e interpretada vocalmente, esta vez, por el bajista de la banda, Benjamin Orr.

## Detalles
En la canción prepondera la guitarra pesada y menos el sonido new wave, muchas veces característico de la banda.
El coro es mínimo, con solo la línea “Candy-O, I need you so”, (“Dulce O., te necesito tanto”), lo que lleva a que la guitarra y la batería se repitan ruidosamente dividiendo el ritmo de manera menos pareja.
En principio, el coro era seguido por el término musical fortissimo (apropiada descripción del track) cantado sobre esas incursiones ruidosas de la batería y la guitarra. Esta versión se puede apreciar en la interpretación de la canción en DVD The Cars Live: Musikladen 1979.
Tom Maginnis (crítico de AllMusic), ha descrito la canción como “levemente siniestra” y una de las más oscuras y mejores canciones del segundo álbum del grupo.
También se refiere “al finísimo solo del álbum, comenzando con una ráfaga de expansivos efectos acelerados y luego moviéndose dentro del territorio Eddie Van Halen, que arrancan una serie de trinos estremecedores que rápidamente se ocultan en el siguiente verso sin abandonarse a los típicos estándares de virtuosismo propios de las guitarras de los setenta”.

## Título
Según Ocasek, el título de la canción no está basado en una persona en particular. Cuando Bill Flanagan (de la revista Trouser Press) le preguntó si el título hacía referencia a su apellido o al de Benjamin Orr, Ocasek replicó secamente que la “O” significaba “desagradable”.